# SN 2009hn
SN 2009hn – supernowa typu Ia odkryta 24 lipca 2009 roku w galaktyce UGC 2005. W momencie odkrycia miała maksymalną jasność 17,50m.